# Tucking
Tucking o trucar, es una técnica mediante la cual una persona oculta el bulto de los órganos genitales masculinos para que no sean visibles a través de la ropa.
La práctica es empleada con mayor frecuencia por hombres, mujeres transgénero, así como personas no binarias a quienes se les asigna un sexo masculino y hombres que hacen drag o que desean una apariencia más andrógina. El tucking tiene efectos secundarios relacionados con la fertilidad, como por ejemplo un recuento reducido de espermatozoides. 
La práctica del tucking también se observa entre los hombres por razones distintas a la de parecer mujeres, y se hace de diferentes maneras. Algunos hombres cisgénero lo hacen porque tienen dismorfofobia con respecto a su abultamiento genital.[cita requerida] Para otros hombres, se debe a una sensación de vergüenza, mientras que otros lo hacen para ocultar una erección, para "no asustar a las mujeres" por un sentimiento de mojigatería o falofobia  o porque el bulto es prominente en un momento inapropiado.

## Métodos
Un método para meter el pene implica tirar del mismo hacia atrás, entre las piernas, mientras se empujan simultáneamente los testículos hacia el canal inguinal. Para asegurar esta posición, algunos practicantes usan ropa interior especialmente ajustada y un leotardo que tenga una correa. Otra práctica es el aplanamiento o fijación mediante cinta adhesiva de los genitales a lo largo del perineo y si es posible entre los glúteos. También existen artilugios improvisados o caseros en los que se corta una cinturilla elástica de una prenda existente y luego se coloca una bolsa a lo largo del medio para luego levantarla.
Algunas personas usan prendas similares a bragas especialmente diseñadas, a menudo llamadas gaffs, que sirven para ocultar los genitales y proporcionar una zona de entrepierna femenina plana y suave. Hay algunos tipos de calzoncillos y bóxers que están diseñados para ocultar el bulto de la entrepierna masculina, como los bloxers.

## Efectos sobre la salud
Colocar los testículos más cerca del cuerpo aumenta su temperatura reguladora. Esto provoca estrés térmico en los espermatozoides dentro de los testículos, lo que a menudo conduce a la muerte prematura de los espermatozoides y a un recuento general más bajo de espermatozoides.
En casos raros, el tucking ha provocado torsión testicular.

## En la cultura popular
La canción «Full Lace y el Tuck» de Samantha Hudson y Villano Antillano hace referencia al tucking.